# Liste de philosophes américains
Cette liste de philosophes américains est non exhaustive, et regroupe toutes les personnes ayant pratiqué la philosophie durant plusieurs années de leur vie aux États-Unis.

## A
- Francis Ellingwood Abbot
- David Abram
- Peter Achinstein (en)
- Marilyn McCord Adams
- Robert Merrihew Adams
- Jane Addams
- Mortimer Adler
- Linda Martín Alcoff
- Virgil Aldrich (en)
- Hartley Burr Alexander (en)
- Diogenes Allen (en)
- William Alston
- Alice Ambrose
- Karl Ameriks
- C. Anthony Anderson
- Gordon Anderson (en)
- Julia Annas
- Ruth Nanda Anshen (en)
- Hannah Arendt
- Richard Arneson (en)
- Robert Arrington (en)
- Bradley Shavit Artson (en)
- Warren Ashby (en)
- Robert Audi (en)
- Jody Azzouni

## B
- Babette Babich
- Kent Bach (en)
- Max Baginski
- Archie J. Bahm (en)
- Gordon Park Baker
- Lynne Rudder Baker (en)
- William Barratt (en)
- William Warren Bartley
- Jacques Barzun
- George Bealer (en)
- Monroe Beardsley
- Tom Beauchamp (en)
- Lewis White Beck
- Lawrence C. Becker (en)
- Hugo Adam Bedau (en)
- Nuel Belnap (en)
- Paul Benacerraf
- Gustav Bergmann
- Marshall Berman
- Andrew Bernstein (en)
- Richard J. Bernstein
- Marcus Berquist (en)
- Steven Best
- Cristina Bicchieri (en)
- Harry Binswanger (en)
- Max Black
- Brand Blanshard
- Madame Blavatsky
- Ned Block
- Benjamin Paul Blood (en)
- Allan Bloom
- Albert Blumberg (en)
- George Boas (en)
- Chris Bobonich (en)
- David Bohm
- Laurence BonJour
- John Elof Boodin (en)
- George Boolos
- Susan Bordo (en)
- Albert Borgmann (en)
- Oets Kolk Bouwsma
- Francis Bowen (en)
- Borden Parker Bowne
- Richard Boyd
- Robert Brandom
- Richard Brandt
- David O. Brink
- Daniel Brock (en)
- Stephen Bronner (en)
- Baker Brownell (en)
- Beatrice Bruteau (en)
- William Lowe Bryan (en)
- Scott Buchanan (en)
- Jay Budziszewski (en)
- Thomas Buford (en)
- Martin Bunzl (en)
- Nicholas Burbules (en)
- Tyler Burge
- John P. Burgess
- Donald Burt (en)
- Edwin Arthur Burtt (en)
- Panayot Butchvarov (en)
- Judith Butler
- Charles Butterworth

## C
- Mary Whiton Calkins
- John Baird Callicott
- Donald T. Campbell
- John Caputo
- Noël Carroll
- Paul Carus
- Stanley Cavell
- Edmond La Beaume Cherbonnier (en)
- Charles Chihara
- Andrew Chignell (en)
- James Childress (en)
- Roderick Chisholm
- Noam Chomsky
- Patricia Churchland
- Paul Churchland
- Kenneth Clatterbaugh (en)
- Carl Cohen (en)
- Joshua Cohen
- James F. Conant
- William E. Connolly (en)
- Moncure D. Conway
- Josephus Flavius Cook (en)
- David E. Cooper (en)
- Paul Copan (en)
- James A. Corbett (en)
- Robert S. Corrington (en)
- John Corvino
- William Craig (en)
- William Lane Craig
- James Edwin Creighton
- Joseph Cropsey (en)
- Steven Crowell (en)

## D
- Donald Davidson
- Michael Davis
- Alfred de Grazia
- Grace de Laguna (en)
- Theodore de Laguna (en)
- Daniel Dennett
- Christian de Quincey (en)
- Keith DeRose
- Michael Detlefsen
- Jan Deutsch (en)
- John Dewey
- Cora Diamond
- Donna Dickenson (en)
- Keith Donnellan
- Elliot N. Dorff (en)
- Bob Doyle (inventor) (en)
- Theodore Drange (en)
- Burton Dreben (en)
- Gary Drescher
- Hubert Dreyfus
- Raymond Duncan
- Barrows Dunham (en)
- Will Durant
- Ronald Dworkin

## E
- William A. Earle (en)
- John Earman
- Frank Ebersole (en)
- John David Ebert (en)
- James M. Edie (en)
- Paul Edwards (en)
- Jonathan Edwards
- Albert Einstein
- Loren Eiseley
- Catherine Elgin
- Marc H. Ellis (en)
- Ralph Waldo Emerson
- Mylan Engel (en)
- H. Tristram Engelhardt, Jr. (en)
- Rod L. Evans (en)
- Emmanuel Chukwudi Eze

## F
- Marvin Farber (en)
- James E. Faulconer (en)
- Joel Feinberg (en)
- Fred Feldman (en)
- Ernest Fenollosa
- Hartry Field
- Arthur Fine (en)
- Kit Fine
- Guy Finley (en)
- Roderick Firth
- John Martin Fischer (en)
- John Fiske
- Richard E. Flathman
- Ralph Tyler Flewelling (en)
- Jerry Fodor
- William Fontaine (en)
- Charles Frankel
- William Frankena (en)
- Harry Frankfurt
- Betty Friedan
- Erich Fromm
- Marilyn Frye
- Francis Fukuyama
- Christopher Fynsk (en)

## G
- Shaun Gallagher (en)
- John David Garcia (en)
- David Gauthier
- Michael Gelven (en)
- Eugene Gendlin (en)
- Alexander George (en)
- Emanuel Vogel Gerhart (en)
- Brie Gertler (en)
- Edmund Gettier
- Raymond Geuss
- Alan Gewirth
- Allan Gibbard
- Neil Gillman (en)
- René Girard
- Sue Golding (en)
- Alvin Goldman
- Emma Goldman
- Rebecca Goldstein
- Nelson Goodman
- Allan Gotthelf (en)
- Jorge J. E. Gracia (en)
- Kersey Graves (en)
- Maxine Greene (en)
- Marjorie Grene
- David Ray Griffin
- Robert Grudin (en)
- Waldemar Gurian
- Paul Guyer (en)

## H
- Garry L. Hagberg (en)
- Manly Palmer Hall
- Philip Hallie (en)
- Jean Elizabeth Hampton (en)
- Norwood Russell Hanson
- Sandra Harding
- John Hardwig
- John E. Hare (en)
- Gilbert Harman (en)
- Errol Harris (en)
- Leonard Harris (en)
- William Torrey Harris (en)
- Robert S. Hartman
- Charles Hartshorne
- Donald West Harward (en)
- Sterling Harwood (en)
- William Hasker (en)
- Sally Haslanger
- John Haugeland (en)
- Spencer Heath (en)
- Laurens Perseus Hickok (en)
- Stephen Hicks
- Kathleen Higgins (en)
- Marian Hillar (en)
- William Hirstein (en)
- William Ernest Hocking
- Eric Hoffer
- Joshua Hoffman (en)
- Douglas Hofstadter
- Arthur F. Holmes (en)
- Gerald Holton
- Sidney Hook
- John Hospers (en)
- Vernon Howard (en)
- George Holmes Howison
- Elbert Hubbard
- David Hull

## I
- Peter van Inwagen

## J
- Henry James, Sr. (en)
- William James
- Fredric Jameson
- Martin Jay (en)
- Thomas Jefferson
- Alexander Bryan Johnson (en)
- David Alan Johnson (en)
- Mark Johnson (en)
- Rufus Jones
- Edward Jones-Imhotep (en)

## K
- Shelly Kagan (en)
- Kah Kyung Cho
- Horace Kallen
- Frances Kamm (en)
- Robert Kane (en)
- Abraham Kaplan (en)
- David Kaplan
- Mordecai Kaplan
- Jerrold Katz
- Peter Kaufmann
- Walter Kaufmann
- R. P. Kaushik
- Sam Keen (en)
- David Kelley (en)
- Cassius Jackson Keyser
- Jaegwon Kim
- Stanton Davis Kirkham (en)
- Jacob Klein
- Peter D. Klein
- Joshua Knobe
- Ned Kock (en)
- David Koepsell (en)
- David Kolb (en)
- Hilary Kornblith (en)
- Christine Korsgaard
- Michael Krausz (en)
- Peter Kreeft
- Werner Krieglstein (en)
- Saul Kripke
- Mark Kuczewski (en)
- Thomas Samuel Kuhn
- Paul Kurtz

## L
- George Trumbull Ladd (en)
- Grace de Laguna (en)
- Corliss Lamont
- Mark Lance (en)
- Charles Lane (en)
- Susanne Langer
- Jonathan Lear (en)
- Timothy Leary
- Keith Lehrer
- Brian Leiter (en)
- James G. Lennox
- Isaac Levi (en)
- Michael Levin
- Clarence Irving Lewis
- David Kellogg Lewis
- Mark Lilla
- Alphonso Lingis (en)
- Leonard Linsky (en)
- Matthew Lipman
- Alfred Henry Lloyd (en)
- Elisabeth Lloyd
- Alain LeRoy Locke
- Loren Lomasky (en)
- Max Freedom Long
- Roderick Long (en)
- Helen Longino
- William Lycan (en)
- Helen Lynd

## M
- James Madison
- Thomas A. McCarthy (en)
- Janet McCracken (en)
- Dwight Macdonald
- Alasdair MacIntyre
- Evander Bradley McGilvary (en)
- Tibor R. Machan (en)
- Louis H. Mackey (en)
- Leemon McHenry (en)
- Terence McKenna
- Richard McKeon (en)
- Ruth Macklin (en)
- Jeff McMahan
- William McNeill (en)
- Robert Magliola (en)
- Norman Malcolm
- Jesse Mann (en)
- Ruth Barcan Marcus
- Joseph Margolis
- Erwin Marquit (en)
- Bill Martin (en)
- Donald A. Martin
- Michael L. Martin
- Richard Milton Martin (en)
- Benson Mates (en)
- Gareth Matthews
- George I. Mavrodes (en)
- Todd May (en)
- Ernst W. Mayr
- George Herbert Mead
- Jack Meiland (en)
- Alfred Mele (en)
- Stephen Menn (en)
- Franklin Merrell-Wolff (en)
- Leonard B. Meyer (en)
- Stephen C. Meyer (en)
- Sidney Edward Mezes
- John William Miller (en)
- Mitchell Miller (en)
- Richard W. Miller (en)
- Elijah Millgram (en)
- Ruth Millikan
- Philip Mirowski
- Carl Mitcham (en)
- Sandra Mitchell (en)
- Richard Montague
- William Pepperell Montague
- Ernest Addison Moody (en)
- Addison Webster Moore
- Charles A. Moore (en)
- Paul Elmer More (en)
- J. P. Moreland (en)
- John Henry Morgan (en)
- Sidney Morgenbesser (en)
- Charles W. Morris
- Thomas V. Morris (en)
- Paul Moser (en)
- Athanasios Moulakis (en)
- V. Y. Mudimbe
- Jennifer Mundale (en)

## N
- Thomas Nagel
- Louis Narens (en)
- Jacob Needleman (en)
- John Neihardt (en)
- Poppa Neutrino (en)
- Jay Newman
- Shaun Nichols
- Jeffrey Nielsen (en)
- Alva Noë
- Richard Thomas Nolan (en)
- Calvin Normore (en)
- David L. Norton (en)
- Michael Novak
- Claude Nowell (en)
- Robert Nozick
- Martha Nussbaum

## O
- Thomas Jay Oord (en)
- James Otteson (en)

## P
- Thomas Paine
- George Herbert Palmer (en)
- Stephen Palmquist (en)
- Thomas Pangle (en)
- George Pappas (en)
- James Leonard Park (en)
- Leonard Peikoff
- Charles Sanders Peirce
- Gregory Pence (en)
- Stephen Pepper
- Ralph Barton Perry
- Adrian Piper
- Robert B. Pippin (en)
- Robert M. Pirsig
- Walter B. Pitkin
- Alvin Plantinga
- Richard Popkin
- Richard Posner
- Harry Prosch (en)
- Hilary Putnam

## Q
- Willard Van Orman Quine

## R
- James Rachels
- Ayn Rand
- John Herman Randall, Jr. (en)
- Robert Bruce Raup (en)
- Jerome Ravetz (en)
- Heidi Ravven (en)
- John Rawls
- George Lansing Raymond (en)
- Michael C. Rea
- William L. Reese (en)
- Tom Regan
- Victor Reppert (en)
- Hans Reichenbach
- Nicholas Rescher
- Philip H. Rhinelander (en)
- Adrienne Rich
- William J. Richardson
- Laurence Rickels (en)
- James Robb (en)
- Daniel N. Robinson (en)
- Rick Roderick (en)
- Bernard Rollin
- Holmes Rolston III
- Avital Ronell
- Richard Rorty
- Gideon Rosen
- Stanley Rosen
- Alexander Rosenberg (en)
- Jay Rosenberg (en)
- Eugen Rosenstock-Huessy
- David M. Rosenthal
- Stephen David Ross (en)
- Gian-Carlo Rota
- Murray Rothbard
- William L. Rowe (en)
- Josiah Royce
- Michael Ruse
- David Rynin (en)

## S
- William S. Sahakian (en)
- John Sallis (en)
- Nathan Salmon
- Michael Sandel
- Ellis Sandoz (en)
- David H. Sanford (en)
- Larry Sanger
- George Santayana
- Crispin Sartwell (en)
- Geoffrey Sayre-McCord (en)
- T. M. Scanlon (en)
- Diana Schaub (en)
- Wilmon Henry Sheldon
- Theodore Schick (en)
- Tad Schmaltz (en)
- David Schmidtz (en)
- J. B. Schneewind (en)
- Harold M. Schulweis (en)
- Alfred Schütz
- David Schweickart (en)
- John Searle
- Roy Wood Sellars
- Wilfrid Sellars
- Stanley Sfekas (en)
- Jeremy J. Shapiro (en)
- Michael J. Shapiro (en)
- Stewart Shapiro
- William Shaw (en)
- George Sher (en)
- Warren Shibles (en)
- Richard Shusterman
- Yves Simon (philosophe)
- Hugh J. Silverman (en)
- Edgar A. Singer, Jr. (en)
- Irving Singer (en)
- David Skrbina (en)
- Brian Skyrms (en)
- Barry Smith
- George H. Smith
- Quentin Smith (en)
- Tara Smith (en)
- T. V. Smith (en)
- Wolfgang Smith
- Raymond Smullyan
- Joseph D. Sneed (en)
- Scott Soames (en)
- Alan Soble
- Robert C. Solomon (en)
- Joseph B. Soloveitchik
- Frederick Sontag (en)
- Pitirim Sorokin
- David Sosa
- Ernest Sosa
- Lysander Spooner
- Elmer Sprague (en)
- Robert Stalnaker (en)
- Lawrence Stepelevich (en)
- Charles Stevenson
- Stephen Stich (en)
- Leo Strauss
- David Strong (en)
- Barry Stroud
- Peter Suber
- William Graham Sumner
- Frederick Suppe (en)
- Patrick Suppes (en)

## T
- William W. Tait (en)
- Nassim Nicholas Taleb
- Richard Tarnas
- Alfred I. Tauber (en)
- Mark C. Taylor (en)
- Paul Taylor
- Kenneth Allen Taylor
- Richard Taylor
- Neil Tennant
- Irving Thalberg, Jr. (en)
- Judith Jarvis Thomson
- Henry David Thoreau
- Paul Tillich
- Samuel Todes (en)
- Nancy Tuana
- Anna-Teresa Tymieniecka

## U
- Robert Ulanowicz
- Peter Unger
- Wilbur Marshall Urban (en)

## V
- William F. Vallicella (en)
- Paul van Buren (en)
- Bas van Fraassen
- Achille Varzi (en)
- Henry Babcock Veatch (en)
- J. David Velleman (en)
- Eric Voegelin

## W
- James D. Wallace (en)
- Kendall Walton (en)
- Mary Anne Warren (en)
- Carl Watner
- Brian Weatherson (en)
- David Weinberger (en)
- Jack Russell Weinstein (en)
- Max Weismann (en)
- Paul Weiss (en)
- Morris Weitz
- Cornel West
- Morton White (en)
- Alfred North Whitehead
- Walt Whitman
- Dan Wikler (en)
- Ken Wilber
- John Daniel Wild (en)
- Dallas Willard (en)
- William Mackintire Salter (en)
- Donald Cary Williams
- Michael Williams
- Bruce Wilshire (en)
- Robert Anton Wilson
- William J. Winslade (en)
- Susan Wolf
- Robert Paul Wolff
- Nicholas Wolterstorff
- Paul Woodruff (en)
- Chauncey Wright

## Y
- Stephen Yablo
- Igor Yefimov
- Arthur M. Young (en)
- Iris Marion Young

## Z
- Linda Trinkaus Zagzebski (en)
- Edward N. Zalta
- Paul Ziff (en)
- Dean Zimmerman (en)
- Michael E. Zimmerman